# Прапор Курдистану
Прапор Курдистану (або Курдський прапор, з курдської мови: Alaya Kurdistanê, також названий Alay Rengîn («барвистий прапор») спочатку з'явився під час курдського руху за незалежність від Османської імперії.
Головна особливість курдського прапора — блискуча золота емблема сонця в центрі — стародавнього релігійного і культурного символу курдів. У сонячного диска 21 промінь, всі промені рівні за розміром і формою. Важливість числа 21 закладена в древніх язданістських релігійних традиціях у курдів.
Червоний колір символізує кров курдських мучеників у тривалій боротьбі за курдську свободу і гідність, зелений — красу ландшафтів і пейзажів Курдистану, білий — мир та рівність, жовтий — початок життя і світло для людей.